# Móricgát
Móricgát este un sat în districtul Kiskunmajsa, județul Bács-Kiskun, Ungaria, având o populație de 471 de locuitori (2011). 

## Demografie
Componența etnică a satului Móricgát
     Maghiari (94,89%)
     Germani (3,78%)
     Necunoscut (1,33%)
     Alții (1,33%)
Componența confesională a satului Móricgát
     Romano-catolici (67,94%)
     Reformați (10,4%)
     Fără religie (4,46%)
     Luterani (1,06%)
     Necunoscută (16,14%)
     Alte religii (1,27%)
Conform recensământului din 2011, satul Móricgát avea 471 de locuitori. Din punct de vedere etnic, majoritatea locuitorilor (94,89%) erau maghiari, cu o minoritate de germani (3,78%). Apartenența etnică nu este cunoscută în cazul a 1,33% din locuitori.  Din punct de vedere confesional, majoritatea locuitorilor (67,94%) erau romano-catolici, existând și minorități de reformați (10,4%), persoane fără religie (4,46%) și luterani (1,06%). Pentru 16,14% din locuitori nu este cunoscută apartenența confesională.